# 旺丹乡
旺丹乡（藏語：དབང་ལྡན་），是中华人民共和国西藏自治区日喀则市白朗县下辖的一个乡镇级行政单位。

## 行政区划
旺丹乡下辖以下地区：
雪村、夏麦村、武日村、思堆村、桑巴村、比尼村、雪麦村、秋麦村、秋堆村和巴金村。